# Grote Scheldeprijs 1980
Il Grote Scheldeprijs 1980, sessantaseiesima edizione della corsa, si svolse il 29 luglio per un percorso di 250 km, con partenza ed arrivo a Schoten. Fu vinto dal belga Ludo Peeters della squadra Ijsboerke-Warncke Eis davanti al connazionale René Martens e all'olandese Jan Raas.

## Ordine d'arrivo (Top 10)
| Pos. | Corridore           | Squadra                | Tempo    |
| ---- | ------------------- | ---------------------- | -------- |
| 1    | Ludo Peeters        | Ijsboerke-Warncke Eis  | 5h56'00" |
| 2    | René Martens        | DAF Trucks-Lejeune     | a 3"     |
| 3    | Jan Raas            | Ti-Raleigh-Creda       | a 1'15"  |
| 4    | Theo de Rooy        | Ijsboerke-Warncke Eis  | s.t.     |
| 5    | Eddy Schepers       | DAF Trucks-Lejeune     | s.t.     |
| 6    | Roger De Vlaeminck  | Boule d'Or-Studio Casa | a 1'30"  |
| 7    | Jos Jacobs          | Ijsboerke-Warncke Eis  | s.t.     |
| 8    | William Tackaert    | DAF Trucks-Lejeune     | s.t.     |
| 9    | Gery Verlinden      | Ijsboerke-Warncke Eis  | s.t.     |
| 10   | Ferdi Van den Haute | La Redoute-Motobecane  | a 1'45"  |